# Heinrich Ernst Kayser
Pour les articles homonymes, voir Kayser.
Heinrich Ernst Kayser est un professeur et violoniste allemand né le 16 avril 1815 à Altona, futur quartier de Hambourg, alors dans le royaume de Danemark, et mort le 17 janvier 1888 à Hambourg.
Considéré aussi bon professeur que violoniste, ses compositions comprennent un grand nombre d’études et d’exercices pour jeunes violonistes.